# Albia
Albia – miasto w Stanach Zjednoczonych, w stanie Iowa, stolica hrabstwa Monroe. 

## Demografia
Zgodnie ze spisem statystycznym z 2000, miasto liczyło 3706 mieszkańców. W 2023 liczba mieszkańców nieznacznie spadła do 3661 osób, a gęstość zaludnienia do 452 osób/km².